# Affaire Adama Traoré
Pour les articles homonymes, voir Adama Traoré et Traoré.
Le texte peut changer fréquemment, n’est peut-être pas à jour et peut manquer de recul. 
Le titre et la description de l'acte concerné reposent sur la qualification juridique retenue lors de la rédaction de l'article et peuvent évoluer en même temps que celle-ci.
L'affaire Adama Traoré est une affaire judiciaire française qui a pour origine la mort d'Adama Traoré, un homme noir de 24 ans, le 19 juillet 2016, à la gendarmerie de Persan (Val-d'Oise), après son interpellation à Beaumont-sur-Oise, alors qu'il tentait de fuir un contrôle concernant son frère aîné. L'instruction s'oriente autour d'allégations d'homicide involontaire, d'entraves à l'enquête et de non-assistance à personne en danger. Le meurtre de George Floyd en 2020 aux États-Unis y fait écho.
Dans les jours qui suivent l'annonce du décès, des manifestations se déroulent à Beaumont-sur-Oise et à Paris à l'initiative de la famille, pour demander de faire toute la lumière sur les circonstances de l'interpellation. Sa sœur, Assa Traoré, contribue à la naissance du Comité Vérité et Justice pour Adama, qui se mobilise pour faire reconnaître la responsabilité des gendarmes dans la mort de son frère et plus généralement contre les violences policières. Le comité Adama acquiert au fil des années une capacité de mobilisation et une notoriété importante.
La mort d'Adama Traoré suscite de nombreuses réactions politiques et les rebondissements judiciaires de l'affaire sont l'objet d'une importante couverture médiatique, relançant notamment un débat sur l'utilisation du plaquage ventral lors des interpellations policières. Plusieurs expertises ont lieu à l’initiative de l’autorité judiciaire et de la famille pour tenter de déterminer les causes du décès, et aboutissent à des conclusions diverses sur la responsabilité éventuelle des gendarmes et de possibles maladies cardio-respiratoires dont aurait souffert Adama Traoré. Une première ordonnance de clôture de l'instruction est envisagée par les juges à la fin de l'année 2018, mais la procédure est finalement relancée en 2019 à la suite d'une nouvelle contre-expertise médicale initiée par la famille Traoré concluant à la responsabilité des gendarmes dans la mort d'Adama Traoré.
Une ordonnance de non-lieu est rendue en août 2023 puis confirmée en appel en mai 2024, mais fait l'objet d'un pourvoi en cassation.

## Éléments biographiques
Adama Traoré naît le 19 juillet 1992 dans le 14e arrondissement de Paris. Il a une sœur jumelle, Hawa, devenue aide-soignante,. Originaire du Mali, leur père Mara Siré Traoré a immigré en France, où il a travaillé comme couvreur étancheur dans le secteur du bâtiment. Il a eu quatre épouses, deux Françaises successivement, puis deux Maliennes ; de ces unions naissent 17 enfants, dont Adama. Assa Traoré, sœur d'Adama, décrit un contexte familial heureux : « C'est souvent mal vu, la polygamie, mais nous, on est une famille très liée ». Pour l'ainé Lassana, « Chez nous, il n’y a pas demi-frères et sœurs », rappelant la bonne entente des diverses épouses. Le père d'Adama Traoré meurt en 1999 d'un cancer du poumon (« parce qu’il fumait trop et qu’il était exposé à l’amiante dont on ne connaissait pas bien la toxicité à l’époque » selon Lassana) et c'est dès lors Assa Traoré qui dès ses 14 ans joue un rôle de chef de famille.
Diplômé d'un CAP en électrotechnique, Adama commence à travailler dès l’âge de 18 ans, notamment pour aider financièrement sa mère. Inscrit dans une agence d’intérim de Persan, où il est apprécié de sa responsable (« Il ne rechignait jamais à la tâche (...) Je l’envoyais parfois dans des missions galères mais il ne disait jamais non »). Il vit avec sa mère, Oumou, à Champagne-sur-Oise, commune voisine de Beaumont et de Persan. Il pratique assidument le football sur le terrain du quartier de Boyenval à Beaumont-sur-Oise, et au club de Champagne dans l'équipe de son frère Yssoufou, entraînée par son frère Samba. N'ayant pas le permis de conduire, il se déplace beaucoup en vélo tout-terrain qu'il avait au moment de l'interpellation en juillet 2016. Réservé et apprécié de son voisinage (« Il avait le cœur sur la main » dit Lassana), il était cependant selon ses amis « très influençable (...) Tout le monde le savait et certains en ont profité ».
Selon un avocat de sa famille, Adama Traoré est connu des gendarmes pour plusieurs « petits délits ». D’après le magazine Valeurs actuelles, il est inscrit dans les fichiers de police pour recel, violences volontaires contre les forces de l’ordre, outrages à agent public, extorsion avec violences, menaces de mort, conduite sans permis, usage de stupéfiants et vol à la roulotte. L'un de ses amis d'enfance confirme qu’« Adama a toujours eu des problèmes avec la justice, pour des bagarres, des vols ». Il est incarcéré de septembre 2012 à juillet 2014, puis est de nouveau en détention préventive à partir de décembre 2015 à la maison d'arrêt du Val-d'Oise à Osny,, avant d'être relaxé et libéré en mai 2016. Selon sa sœur Assa, Adama devait reprendre son travail en intérim dans le secteur de la maçonnerie.
Il est accusé de viol par un codétenu de la maison d'arrêt d'Osny âgé de 23 ans, qui rapporte des fellations contraintes plusieurs fois par jour,. Sa plainte, déposée le 6 septembre 2016 et classée le 14 septembre 2016, est mentionnée dans la presse au début de l’année 2017, plusieurs mois après la mort d'Adama Traoré. Aucun acte d'enquête n'avait eu lieu à la date de son décès,, sa mort ayant mis fin à l'action pénale. La victime est indemnisée de 15 000 € par la Commission d'indemnisation des victimes d'infractions (CIVI) le 12 mars 2020,, pour un cumul de 28 800 € en incluant l'indemnisation de l'agression de février 2017, commise par le frère d'Adama Traoré, Yacouba, en représailles de la plainte pour viol. La CIVI estime que « la matérialité des infractions d’agressions sexuelles dénoncées doit être considérée comme établie ». Le Fonds de garantie des victimes des actes de terrorisme et d'autres infractions précise sa mission en expliquant qu'« indemniser la victime n'est pas ici une reconnaissance de culpabilité, mais plutôt un geste pour faire en sorte que la personne concernée le vive comme une forme de reconnaissance de ce qu'elle a subi »,. Pour autant, la personne qui accuse Adama Traoré de viol a bien été indemnisée, « la CIVI établissant les faits d'agressions sexuelles ».

## Interpellation et mort

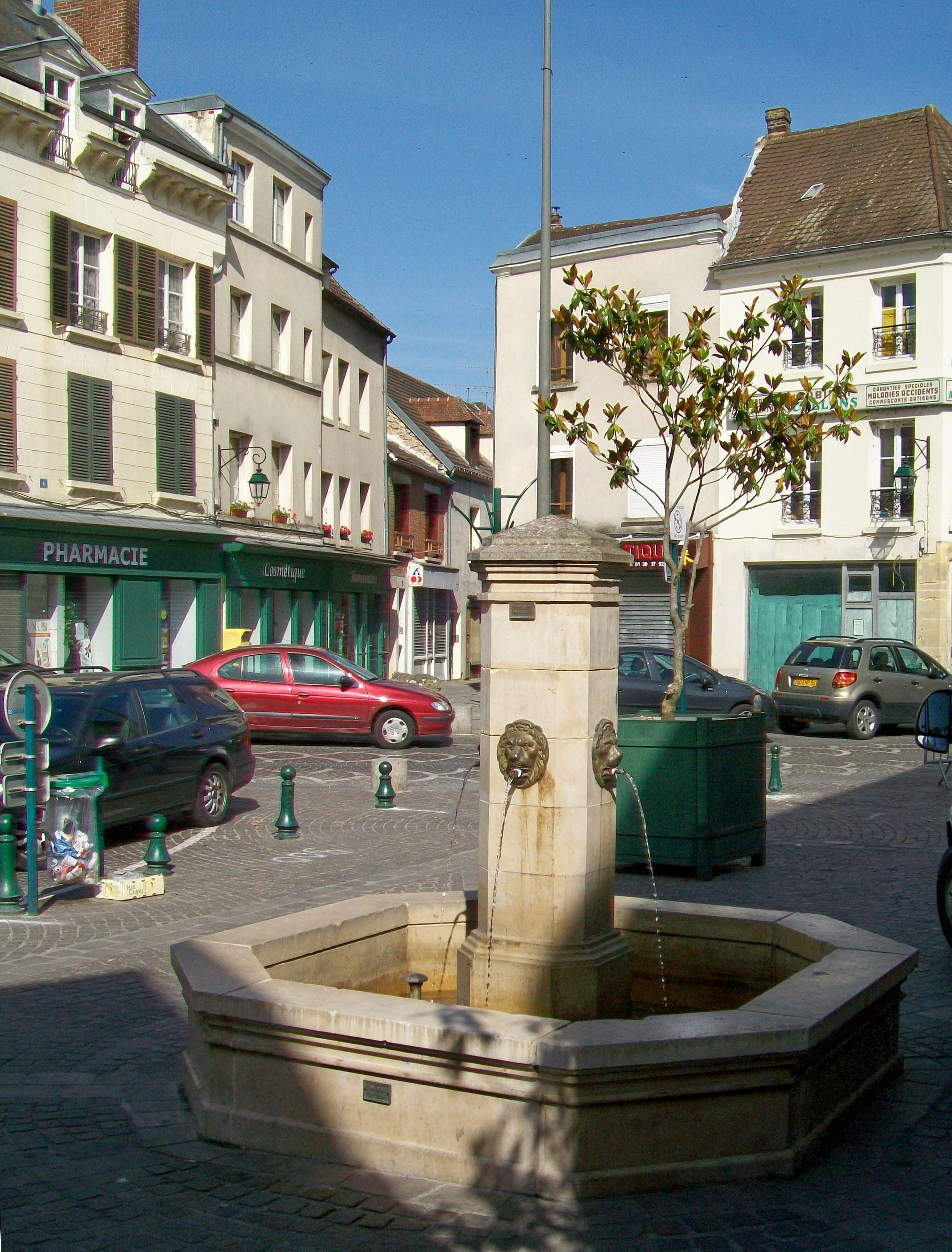
Place Gabriel-Péri, près des lieux où Bagui et Adama Traoré croisent les gendarmes.

Le 19 juillet 2016 vers 17 h, Adama Traoré et son frère Bagui se trouvent près des bars Le Balto et Le Paddock à Beaumont-sur-Oise. Un véhicule du peloton de surveillance et d'intervention de la gendarmerie de L'Isle-Adam transportant trois gendarmes en civil s'arrête non loin de ces établissements, dans le dessein d'interpeller Bagui Traoré, visé par une enquête pour « extorsion de fonds avec violences » et dont la photo a été diffusée aux équipages. Deux des gendarmes sont d’origine antillaise, ce qui selon Le Figaro, relativiserait la connotation raciste donnée à cette affaire. Deux gendarmes en civil sortent du véhicule et interpellent les deux hommes. Les gendarmes les avertissent qu'il s'agit d'un contrôle d'identité. D’après le récit des gendarmes, « Bagui, visé par l'enquête, reste sur place, “calme” ». Voyant qu'il ne va pas être assez rapide pour s'échapper, Adama lâche son vélo et continue en courant. Selon sa famille, parce qu'il n’avait pas de papiers sur lui : « le matin à 10 heures, la mairie a appelé pour dire que la nouvelle carte d'identité d'Adama était prête ». Les gendarmes considèrent a posteriori qu'il s'est enfui craignant d'être interrogé sur les 1 330 euros en liquide et le sachet de cannabis qu’il transportait, trouvés par la suite sur son corps.
Selon les déclarations des gendarmes, deux d'entre eux se lancent alors à la poursuite d'Adama Traoré. Ce dernier est rattrapé, refuse de présenter sa carte d'identité, puis est maîtrisé et menotté. Selon les déclarations de leurs avocats, trois moments sont en fait à distinguer : Adama Traoré a une première fois pris la fuite. Deux gendarmes se sont mis à sa poursuite, mais l'un des deux seulement l'a rattrapé, l'autre s'étant tordu la cheville. Face au gendarme qui l'a rattrapé, Traoré fait mine de sortir ses papiers, mais le bouscule et reprend la fuite. Il est rattrapé une seconde fois, et est alors menotté. C’est là, selon les avocats, qu'« un individu intervient et violente le militaire qui se retrouve à terre », et qu'Adama Traoré s'enfuit une troisième fois. L'individu tiers ne sera pas identifié dans un premier temps mais sera finalement interrogé en mars 2021. « Le gendarme est retrouvé par ses collègues avec des taches de sang sur son tee-shirt ». Aussitôt, un appel radio est passé pour retrouver le fugitif,.
Selon les rapports des différents gendarmes présents ce jour-là, cités par le quotidien Libération, une patrouille s'oriente vers une adresse proche des deux bars où les frères ont été interpellés, grâce aux indications d'un témoin. L'homme chez qui Adama Traoré s'est réfugié leur indique tout de suite qu'il est chez lui. Ils repèrent Adama Traoré, « enroulé dans un drap, par terre à côté d’un canapé ». Ils s'aperçoivent qu'il n'est plus menotté. À trois, ils le maîtrisent en effectuant un plaquage ventral. L'un des gendarmes affirme « On se trouvait à trois dessus pour le maîtriser » et un autre : « Nous nous jetons sur lui. […] Il a pris le poids de notre corps à tous les trois au moment de son interpellation » mais en 2020 les avocats d'un autre gendarme démentent cette explication. En effet, les gendarmes changent leur version des faits en expliquant qu'à « aucun moment, les trois gendarmes n’ont fait peser le poids de leurs corps ».
Adama Traoré les aurait alors prévenus qu'il « avait du mal à respirer », selon les déclarations des gendarmes aux enquêteurs, et il n’opposait pas de résistance. Il se serait ensuite levé « seul » mais « difficilement » pour être emmené dans la voiture. Pendant le trajet, qui aurait duré entre trois et quatre minutes, Adama Traoré donne l'impression de faire un malaise. Arrivés dans la cour de la gendarmerie de Persan, les gendarmes remarquent que Traoré a uriné sur lui pendant le trajet mais ils indiquent que l'homme respire encore. Les gendarmes disent l'avoir alors allongé sur le sol en position latérale de sécurité (PLS), ce qui semble impossible étant donné qu'il était toujours menotté.
À 17 h 46, les pompiers sont appelés. À leur arrivée, l'un d'entre eux « a constaté que, malgré le malaise de l'homme, il n'avait pas été placé en position latérale de sécurité », et se trouve, mains menottées dans le dos, face contre terre. L'avocat d'un des gendarmes relève que les autres pompiers qui sont intervenus donnent des versions différentes et notamment « qu'une femme pompier qui a été entendue […] nous explique très simplement qu'il était en position latérale de sécurité, ce que les gendarmes indiquent, et qu'il était en situation d'être secouru par les pompiers ». Les enquêteurs de l'inspection générale de la Gendarmerie nationale faisant remarquer que ce témoignage ne cadre pas avec celui des gendarmes, le chef d'équipe souligne « [qu']il est possible qu’il ait pu tomber s’il a été mis en PLS [car] c’est impossible de tenir sur le côté avec les mains dans le dos menottées », ne respirant plus. Les pompiers appellent le Samu dans les minutes qui suivent. Après plusieurs vaines tentatives de réanimation, qui durent environ une heure, Adama Traoré est déclaré mort à 19 h 5. Sa mère se rend à la gendarmerie : « On m’a dit que mon fils était en garde à vue. Il était mort, déjà une heure plus tôt. » C’est au retour des frères d’Adama au commissariat à 23 h que la mort d’Adama est annoncée à des membres de sa famille.
Une autopsie d'Adama Traoré est réalisée le lendemain du décès à 11 h. La famille apprend à 16 h qu'elle peut récupérer le corps, mais celle-ci exige une seconde autopsie pratiquée le 28 juillet, ce qui fait que le corps n'est inhumé que le 7 août 2016 au Mali dans le cimetière de Kalabankoro, non loin de Bamako, dont sa mère était originaire.
L'homme chez qui Adama Traoré s'était dissimulé le décrit lors de sa première audition par les gendarmes en août 2016 comme un homme « essoufflé » au point de ne pas réussir à parler : « Il est assis par terre, n'arrive pas à se tenir, il est essoufflé et la seule chose qu'il me dit, affirme alors ce témoin devant les gendarmes, c'est "tire moi", il respirait bruyamment ». Ce témoin est entendu pour la première fois par les juges d'instruction le 2 juillet 2020. Son audition était particulièrement attendue puisque c'est sur la base de cet unique témoignage et de la mention de l'essoufflement d'Adama Traoré que se fondait l'expertise médicale qui exonérait les gendarmes. Comme en 2016, le témoin maintient qu'Adama Traoré avait pénétré chez lui menotté avec les mains dans le dos, fait pourtant invalidé par les caméras de vidéosurveillance dispersées dans la ville. Il change cependant sa version des faits et apporte de nouveaux éléments : il déclare qu'« un truc blanc » sortait de la bouche de la victime, alors que son appartement était plongé dans l'obscurité. Il indique aussi que Traoré aurait déclaré : « Je vais mourir ». Mais surtout, alors que l'essoufflement a été retenu comme élément dans les expertises médicales, le témoin revient sur cet aspect : « Il n'a pas fait de bruit. Peut-être que les gendarmes ont mal compris. ». Il déplorait que les gendarmes lui aient attribués des propos qu'il n'avait pourtant pas tenus. L'avocat de la famille Traoré porte plainte pour « témoignage mensonger », estimant ses dépositions contradictoires.

## Autopsies et expertises
Après l'autopsie et en attente de résultats complémentaires biologiques, le procureur de Pontoise, Yves Jannier, déclare à l'Agence France-Presse le lendemain de la mort qu'Adama Traoré souffrait d'« une infection très grave, touchant plusieurs organes » et aurait fait « un malaise cardiaque ». Le procureur indique également que le jeune homme n'aurait pas subi de violences, ce que confirme une seconde autopsie, demandée par la famille, laquelle cependant n'évoque pas d'infection contrairement à la première,. Toutefois, l'avocat de la famille conteste cette version et reproche au procureur d'avoir omis de préciser que les deux rapports signalent comme cause de la mort un « syndrome asphyxique », sans que les médecins légistes ne puissent déterminer la cause de ce syndrome. Fin juillet 2016, la réalisation d'une troisième autopsie, réclamée par la famille, est refusée.

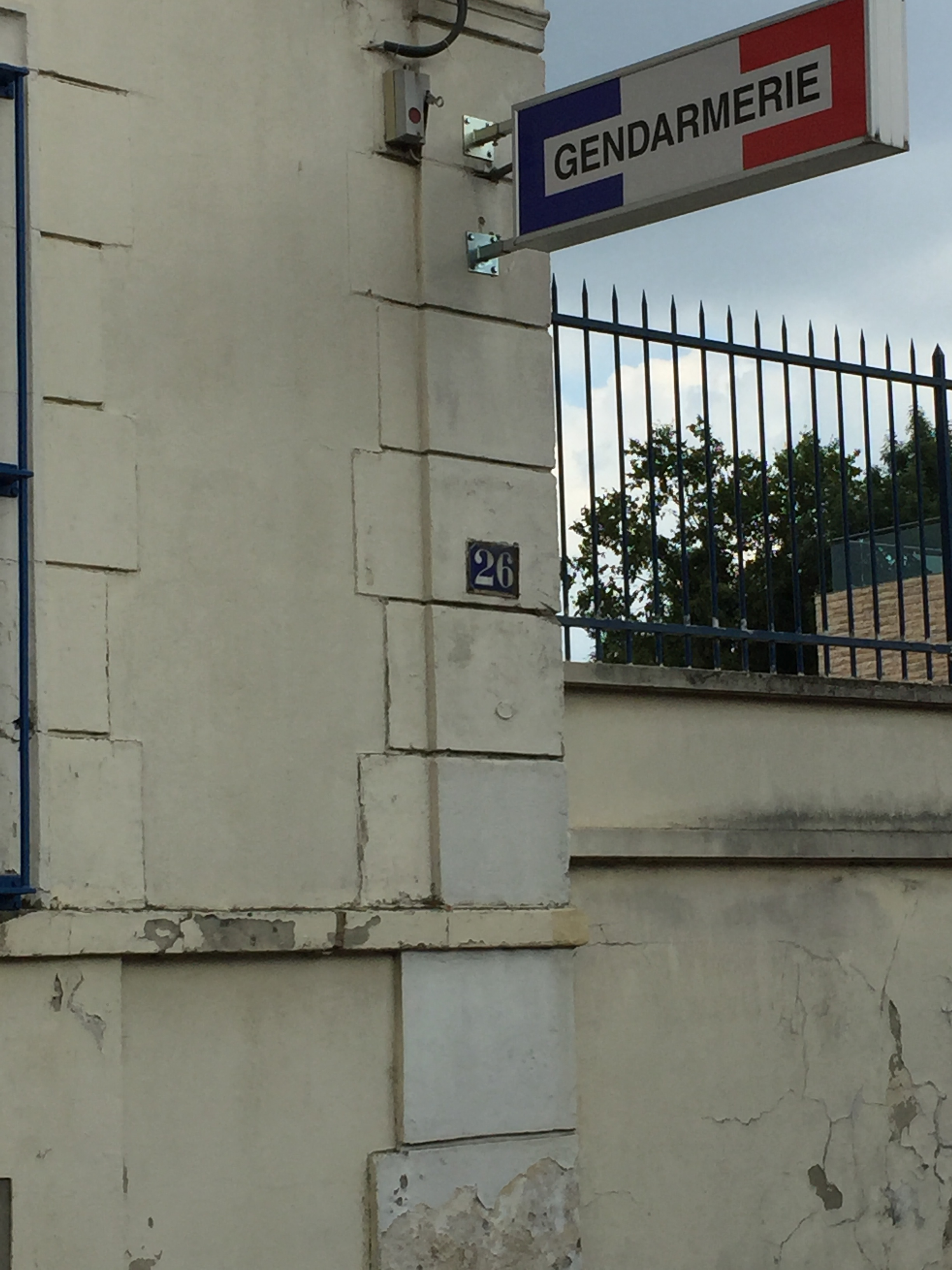
Façade de la gendarmerie de Persan.

Les expertises successives rechercheront les causes de l'asphyxie, soit une pathologie antérieure, soit un plaquage ventral réalisé lors de l'interpellation. Le 29 juillet 2016, L'Obs assure ainsi, de source judiciaire, que l'un des gendarmes a déclaré aux enquêteurs qu'Adama Traoré avait « pris le poids de nos corps à tous les trois au moment de son interpellation », les trois gendarmes nient par la suite avoir utilisé cette technique du plaquage ventral.

### Première expertise
Une première expertise réalisée sur les organes de la victime en septembre 2016 avance l'hypothèse d'une cardiomyopathie « exposant M. Traoré au risque de mort subite » ainsi que plusieurs anomalies de santé. Elle est effectuée à partir d'un scellé contenant des vomissures, et indique l'absence de traces d'alcool, de stupéfiants et de médicaments. Une seconde expertise faite avec divers prélèvements physiologiques met en avant la présence de cannabis, lequel aurait été consommé moins de 12 heures avant le décès. Comme le confirme le journal Le Monde, l'expertise de synthèse de 2018 exclut définitivement l'hypothèse de la cardiomyopathie hypertrophique.
En octobre 2016, la famille Traoré obtient le dépaysement judiciaire de l'affaire, alors que le procureur Yves Jannier est muté comme avocat général près la cour d'appel de Paris.

### Deuxième et troisième expertises
Le 3 février 2017, une nouvelle expertise est réalisée avec la même méthodologie. Le 4 juillet 2017, le journal Le Parisien révèle les conclusions d'une contre-expertise aux conclusions datées du 22 juin 2017 par le professeur Jean-Patrick Barbet et le docteur Pierre Validiré qui vient contredire les déclarations du procureur Yves Jannier. Elle remet en cause l’expertise initiale et conclut qu'une cardiomyopathie « ne peut être retenue avec certitude » et que « la mort est secondaire [consécutive] à un état asphyxique aigu » dont l'origine est à déterminer et « lié à la décompensation — à l'occasion d'un épisode d'effort et de stress — d'un état antérieur plurifactoriel ». Ils détectent une hypertrophie cardiaque (« cardiomégalie ») et une maladie inflammatoire, mais l'expertise n'indique pas si les symptômes qui ont provoqué la mort, qu'ils soient liés ou non à une fragilité antérieure, ont été ou non déclenchés par l'action des gendarmes,.
Nuancée, cette seconde expertise est citée tant par l'avocat de la famille que des gendarmes,. Le 31 juillet 2017, l'avocat d’un des gendarmes déclare ainsi que « la version des gendarmes est confirmée à 100 % par les expertises ».

### Expertise médicale de synthèse et première clôture de l'instruction
Le 14 septembre 2018, une expertise de synthèse écarte la responsabilité des gendarmes, et estime que « le pronostic vital » d'Adama Traoré était « engagé de façon irréversible », et ce bien avant que les gendarmes ne l'arrêtent. Les quatre personnes chargées de l'expertise évoquent la combinaison d'une maladie génétique, la drépanocytose, et une pathologie inflammatoire, une « granulomatose systémique de type sarcoïdose », combinée au stress et à l'effort de la fuite pour justifier la mort,. Ces conclusions sont contestées par l'avocat de la famille d'Adama Traoré qui considère qu'elle s'appuie sur des hypothèses non avérées.
Le 14 décembre 2018, les juges d'instruction clôturent leurs investigations sur la base de cette expertise de synthèse qui exonère les gendarmes de responsabilité dans les causes de la mort,. Ils transmettent leur dossier au parquet où il est estimé qu'il pourrait conduire à un non-lieu. Les juges d'instruction ne prononcent aucune mise en examen, les trois gendarmes étant placés sous le statut de témoins assistés pour « non-assistance à personne en péril ».

### Contre-expertise médicale réalisée par la famille
En mars 2019, une contre-expertise médicale financée par la famille est rédigée par quatre professeurs de médecine interne issus d'hôpitaux parisiens. Ils écartent la théorie d'un décès dû à la condition médicale d'Adama Traoré : « nous affirmons que le décès de M. Adama Traoré ne peut être imputé ni à la sarcoïdose de stade 2 ni au trait drépanocytaire, ni à la conjonction des deux. » Ces médecins figurent parmi les principaux spécialistes en France des maladies citées dans le dossier, ce que n'étaient pas les personnes chargées de l'expertise de synthèse, et dont ils pointent les notions « improprement et faussement utilisées » ainsi que des « conclusions biaisées sur le plan intellectuel voire de l'éthique médicale » alors qu'il leur semble s'imposer de privilégier une « asphyxie mécanique » comme cause de la mort, en concordance avec trois des quatre expertises médicales précédentes, et conclut en « l'existence d'un syndrome asphyxique aigu ».

### Reprise de l'instruction avec une troisième expertise judiciaire
Le 10 avril 2019, alors que la Justice avait annoncé une clôture de l'instruction quatre mois plus tôt, les magistrats ordonnent une nouvelle expertise médicale ainsi qu'une audition de deux témoins clés. Alors que les juges critiquaient la contre-expertise produite par la famille, car faisant appel à des experts non-inscrits sur les listes reconnues par l'institution judiciaire, les médecins mandatés par les juges lors de cette troisième expertise judiciaire ne sont, eux non plus, pas tous assermentés.
Les résultats de la nouvelle expertise sont connus le 29 mai 2020 : celle-ci conclut qu'Adama Traoré « n'est pas décédé d'asphyxie positionnelle » mais « d'un œdème cardiogénique », écartant de ce fait la responsabilité des gendarmes dans son décès. Elle l'attribue à différentes pathologies (sarcoïdose pulmonaire, cardiopathie hypertrophique et drépanocytose) et à une « concentration élevée » de cannabis « dans un contexte de stress intense » et « d'effort physique ». La famille lui reproche de ne faire aucune mention de l'arrestation, affirme que les médecins n'ont « aucune compétence en cardiologie » et déclare vouloir porter plainte auprès du Conseil national de l'Ordre des médecins contre les médecins experts.
Cette expertise judiciaire est annulée par la Chambre de l'instruction de Paris en décembre 2020 pour vice de procédure.

### Contre-expertise dejuin 2020
Une nouvelle contre-expertise, demandée par la famille à un professeur de médecine interne, est publiée le 2 juin 2020. Elle contredit celle publiée la semaine précédente dans sa totalité. Elle conclut que la mort d'Adama Traoré est due à un œdème cardiogénique suivi par un syndrome asphyxique, en faveur d'« une asphyxie positionnelle induite par le plaquage ventral ».
Quelques jours plus tard, la Justice annonce qu'elle va procéder en juillet 2020 à l’audition de deux témoins-clés : un homme de 38 ans chez qui Adama Traoré s’était réfugié après avoir échappé à une première interpellation dans une rue de Beaumont-sur-Oise le 16 juillet 2016 et une femme qui était également présente au moment de la première interpellation avortée de l'homme. L’avocat de la famille Traoré, Me Yassine Bouzrou, estime qu'« il s'agit de témoignages importants qui auraient dû être réalisés depuis longtemps ».
À la suite du message du directeur général de la Gendarmerie nationale (DGGN), Christian Rodriguez, affirmant « tout son soutien et toute sa confiance aux gendarmes mis en cause dans le décès de Monsieur Adama Traoré », Me Bouzrou, demande le 4 juin le dessaisissement de l'Inspection générale de la Gendarmerie nationale chargée de l’enquête ; celle-ci étant sous la tutelle du DGGN, l'avocat estime qu'il lui est « impossible de conduire cette procédure avec l'indépendance indispensable à la réalisation d'une enquête effective. »
Après l'audition de deux témoins-clés le 2 juillet 2020, les avocats des gendarmes demandent la clôture de l'instruction. Les juges rejettent leur demande et ordonnent de nouvelles investigations. En effet, dans une ordonnance du 10 juillet 2020, les juges font suite à la demande de Me Bouzrou d'étudier tous les antécédents judiciaires d'Adama Traoré et de mettre « en exergue » tous les dossiers le concernant dans lesquels les gendarmes qui l’ont interpellé en juillet 2016 étaient intervenus afin de déterminer s’il existait un passif entre eux. L'avocat déclare qu'« après quatre années d’inertie et des manifestations dénonçant le déni de justice les juges ont, depuis le rassemblement devant le palais de justice du 2 juin 2020, ordonné 16 actes d’investigation. » Les juges rejettent cependant la demande de l'avocat de la famille de dessaisir l'inspection générale de la Gendarmerie nationale (IGGN) de l’enquête pour la confier à la brigade criminelle. Les juges rejettent également l'organisation d'une reconstitution des faits et repoussent une décision à ce sujet à janvier 2021, après avoir reçu les résultats d’une expertise médicale confiée à quatre médecins belges. Les avocats des gendarmes qui demandaient pourtant quelques jours plus tôt la clôture de l'instruction, se félicitent de la mise en œuvre d'une nouvelle expertise.
En août 2020, deux des trois juges d'instruction chargés de l'affaire depuis 2016 (Laurence Lazerges et Céline Gaudillère) obtiennent une mutation et le troisième, Michaël Gihr, demande à être déchargé de l'affaire. Trois nouveaux juges sont nommés le mois suivant : Françoise Foltzer, Anne Ihuellou et Clément Bourrelly.

### Contre-expertises de février 2021 et novembre 2022
Les conclusions d'une nouvelle contre-expertise commandée par les juges d’instruction et confiée à quatre professeurs de médecine belges en juillet 2020 sont rendues publiques le 8 février 2021. Datée du 13 janvier 2021, cette analyse souligne pour la première fois la responsabilité des gendarmes : « Notre opinion est en définitive que M. Adama Traoré a très vraisemblablement développé un coup de chaleur en situation d’activité physique relativement brève mais intense dans des circonstances de stress adrénergique et de chaleur atmosphérique ». Alors que le coup de chaleur entraîné est rarement fatal, la défaillance d'Adama Traoré « a été inhabituellement rapide mais reste plausible en raison notamment de la contribution à une hypoxie de manœuvres momentanées de contrainte et dans une plus faible mesure d’états pathologiques sous-jacents. » Le rapport privilégie le manque d'oxygène comme facteur aggravant du coup de chaleur : « Sans l’application de ces manœuvres de contrainte, on peut penser que M. Traoré n’aurait pas présenté l’évolution dramatique constatée ensuite. L’évolution d’un coup de chaleur à l’exercice est en effet habituellement moins brutale que celle décrite chez lui et sa létalité générale ne dépasserait pas 10 à 15 % »,.
Le rapport émet des doutes sur les déclarations des gendarmes à propos de l’état d’Adama Traoré dans les instants suivant son menottage. Alors que les gendarmes avançaient que la victime avait pu marcher jusqu’à leur véhicule et que les premiers signes de malaise avaient été observés seulement au cours des quelques minutes du trajet jusqu’à la caserne : « On peut légitimement nourrir un doute sérieux sur l’état de monsieur Traoré tel qu’il est décrit au sortir de l’appartement et se poser la question de sa situation réelle durant le transport », ce qui pourrait donc relancer à l'encontre des gendarmes des charges de non-assistance à personne en danger.
Les interprétations des avocats divergent sur cette expertise. Selon les avocats des gendarmes, la thèse avancée depuis 2016 par la famille Traoré d'une mort causée uniquement par un « plaquage ventral » serait invalidée par le rapport : « les éléments du dossier ne répondent pas aux critères médico-légaux reconnus d'une asphyxie positionnelle » ; « en revanche l'intervention dans le processus létal d'une période d'asphyxie par contrainte physique ne peut être écartée ». Ainsi, les gestes d'interpellation des gendarmes auraient entraîné une issue fatale pour Adama Traoré déjà affaibli par le coup de chaleur. La famille Traoré et ses conseils estiment que la thèse du plaquage ventral comme élément d'explication de la mort d'Adama Traoré serait confortée par l'expertise qui affirme que « seule la notion d’au moins une phase d’immobilisation avec contention, dont les détails ne sont pas relatés de manière unanime est susceptible de fournir une piste d’explication » au décès car l'hypoxie aurait été aggravée par le plaquage ventral. Les experts rappellent que « sans l’application de ces manœuvres de contrainte, on peut penser que monsieur Traoré n’aurait pas présenté l’évolution dramatique constatée ensuite » et que « l'immobilisation d’un individu en position ventrale pour menottage dans le dos peut entraîner un décès inopiné ». De manière concordante avec l'expertise qui avait été mandatée par la famille Traoré, les médecins belges émettent les mêmes « réserves » sur l'influence du trait drépanocytaire, qui n’est que « très rarement la cause de complication », tandis que, si la sarcoïdose ne peut être exclue « au plan théorique » comme cause du décès, sa causalité est limitée à un possible « élément aggravant », mais « non déterminant ». Pour eux, la consommation de cannabis apparaît « soit inexistante, soit anecdotique » dans le processus létal.
L'avocat de la famille Traoré, maître Yassine Bouzrou, estime que « les experts indiquent qu’on ne meurt pas d’un coup de chaleur, mais c’est l’interpellation et notamment la compression sur le corps de monsieur Traoré qui a conduit à son décès. Sans cette interpellation, Adama Traoré serait vivant. Donc aujourd’hui, on ne pourra plus affirmer qu’Adama Traoré est mort tout seul ». Au contraire, dans un communiqué publié le 8 février, un avocat des gendarmes, maître Rodolphe Bosselut, fait prévaloir les causes génétiques et les antécédents pathologiques, à « savoir un trait drépanocytaire, un déficit en G6PD et une sarcoïdose pulmonaire » comme causes de la mort. Concédant que « les manœuvres momentanées de contrainte des gendarmes auraient pu contribuer à ce tableau multifactoriel », il affirme que « les gestes réglementaires opérés par les trois gendarmes l’ont été au regard de la rébellion d’Adama Traoré »,.
Le 29 juin 2021, les juges demandent aux quatre professeurs de médecine belges ayant rendu leur expertise début 2021 de la compléter au regard d’un nouvel élément, un arrêt maladie d'Adama Traoré daté de 2014, et de témoignages selon lesquels Adama était facilement essoufflé,. En août 2022, les 4 experts belges concluent sur la base d'un témoignage direct que ce témoignage « renforce l’hypothèse avancée par le collège précédent selon laquelle l’hypoxémie provoquée par le coup de chaleur à l’exercice évoluait depuis bien avant l’interpellation de Adama Traoré ».
L'avocat de la famille Traoré Yassine Bouzrou estime qu'« à chaque fois qu’apparaîtront des éléments à charge lourds contre les gendarmes, les juges feront tout afin de les dédouaner » et demande « la nullité de cette expertise ». Les nouvelles pièces médicales sont placées sous scellés sans être versées au dossier, ce qui conduit la famille de la victime à déposer plainte le 27 septembre 2021 pour « dissimulation de preuve» ». En novembre 2021, après le décès de l'un des experts belges, les juges ordonnent une 10e expertise.
En mai 2022, six ans après les faits, les deux juges d'instruction réentendent les trois gendarmes impliqués dans son interpellation et placés sous le statut de témoins assistés. Selon France Info, ils « tempèrent leur récit ». L'avocat de la famille Traoré déplore « le pourrissement de cette procédure organisé depuis le début par les magistrats instructeurs », tandis que l'avocat de deux des gendarmes, Rodolphe Bosselut, préfère souligner que ses clients, qui nient avoir provoqué la mort du jeune homme, ont « confirmé avoir tout mis en oeuvre pour porter assistance à Adama Traoré après son malaise ». Les gendarmes, toujours placés sous le statut de témoins assistés, ressortent de cette audition sans être poursuivis.
En novembre 2022, le collège d'experts belges confirme ses conclusions de février 2021 après avoir été saisi d'un complément d'information consécutif à l'audition d'un témoin par les juges en mars 2021. Le rendu de cette dixième expertise auraient dû être rendu en août 2021, mais a été retardé par le décès d'un des quatre membres du collège et son remplacement par un autre médecin belge. D'après leurs conclusions, « les nouvelles auditions et les documents médicaux établis par la médecine du travail ne modifient pas (…) le rapport d’expertise collégiale précédent », insistant sur le fait que le témoignage du témoin s'étant interposé lors de l'interpellation décrivant Adama Traoré comme essoufflé (« C’est comme si son corps ne réagissait pas. (…) Pour moi, il était dans un état qui n’est pas habituel, il ne parlait pas ») « renforcent même » leur « conviction » sur les circonstances du décès dû à un « coup de chaleur », en raison de la canicule, qui n’aurait toutefois « probablement » pas été mortel sans son interpellation. Pour l'avocat de la famille, Yassine Bouzrou, « la mise en examen et le renvoi devant une juridiction s’imposent en droit ». À l'inverse, Me Rodolphe Bosselut, avocat de deux des trois gendarmes, considère qu'« il n’y a pas de responsabilité directe des gendarmes car la cause principale du décès, c’est le coup de chaleur à l’exercice entretenu par la sarcoïdose ».

### Rapport de la Défenseure des droits en juin 2023
En juin 2023, la Défenseure des droits Claire Hédon rend une décision de 27 pages à la suite de sa saisine en 2016. Si elle retient « la proportionnalité de l’usage de la force » par les gendarmes lors de la deuxième phase de l'interpellation d'Adama Traoré, tout en soulignant des contradictions des gendarmes dans leurs déclarations, elle rappelle le « devoir de protection à l’égard de toute personne appréhendée » et demande « des poursuites disciplinaires » à l’encontre des quatre militaires concernés. Le ministre de l’Intérieur dispose de deux mois pour déterminer s’il faut donner suite à ces recommandations.

### Ordonnance de non-lieu
Le 26 juillet 2023, le parquet de Paris demande un non-lieu. Selon lui, il n'est « pas démontré qu’Adama Traoré ait pu faire l’objet d’un plaquage ventral prolongé » et que « les trois militaires ont employé la force strictement nécessaire et proportionnée, tant dans son niveau, que dans sa durée, aux fins d’atteindre l’objectif visé : immobiliser et menotter un individu en fuite qui résistait à son interpellation ». Pour la procureure, si l’expertise de 2021 estime que les gestes interpellateurs « ont pu être un des facteurs aggravants », elle estime qu'ils n'ont « pu avoir qu’un rôle contributif et non déterminant sur l’hypoxémie déjà préalablement développée » par Adama Traoré avant son interpellation et donc qu'« il ne peut être reproché à quiconque de s’être abstenu volontairement de porter secours ». La décision sur un éventuel non-lieu ou une relance des investigations revient aux juges d’instruction, la famille pouvant ensuite faire appel. Les juges d’instruction rendent une ordonnance de non-lieu le 30 août 2023 : selon eux, les gendarmes n'ont pas commis de violences volontaires illégitimes et ne peuvent être mis en cause pour « non-assistance à personne en péril ». Toutefois, la famille fait appel de cette ordonnance. Le recours est étudié par la chambre de l’instruction de Paris le 15 février 2024,, et le non-lieu est confirmé par cour d’appel de Paris le 16 mai 2024,. Les juges concluent que la mort du jeune homme est causée, au terme d’une course-poursuite un jour de canicule, par un « coup de chaleur » qui n’aurait toutefois « probablement » pas été mortel sans l’interpellation des gendarmes, tout en estimant que ce lien de causalité « existe et doit être retenu (…), quelle que soit l’incertitude sur (son) importance " ». Les juges d’appel écartent toute responsabilité pénale, estimant qu'ils disposaient des motivations suffisantes pour procéder à l'interpellation et que celle-ci s'est effectuée avec un usage strictement nécessaire et proportionné de la force, puis que la non-assistance à personne en danger n'était pas caractérisée.
La famille Traoré, qui s’est vue refuser de nouvelles auditions, confrontations ainsi qu’une reconstitution, a formé un pourvoi en cassation.

## Controverses et contestations

### Actions des gendarmes
Le 6 août 2016, la famille dépose une plainte contre une gendarme officier de police judiciaire en résidence dans la gendarmerie de L'Isle-Adam (Val-d'Oise), gendarmerie à laquelle appartiennent aussi les gendarmes qui ont procédé à l'interpellation d'Adama Traoré. Il lui est reproché des « faux en écritures publiques aggravés, dénonciation calomnieuse et modification de scène de crime ». Celle-ci, sans avoir été désignée pour participer à l'enquête, aurait procédé à différents actes que la famille estime préjudiciables à la manifestation de la vérité. Selon France 3, qui a consulté la plainte déposée par la famille, cette gendarme aurait invoqué, pour justifier ces actes, l'enquête en cours, alors que le parquet de Pontoise ne lui aurait donné aucune instruction pour agir. Elle aurait en particulier mis sous scellé et procédé « sans être manifestement habilitée à le faire, à une saisie d'une pièce importante pour l'enquête, à savoir le polo porté par l'un des gendarmes, maculé de traces rougeâtres s'apparentant à du sang ». Elle aurait aussi « décidé de ne pas attendre les consignes » du magistrat de permanence, et « pris l'initiative d'isoler les militaires du peloton de surveillance et d'intervention de la Gendarmerie (PSIG) ayant participé » à l'interpellation d'Adama Traoré. Le 21 septembre 2016, c'est la gendarme visée par la plainte de la famille en août qui à son tour dépose deux plaintes, l’une contre X pour dénonciation calomnieuse, l’autre pour diffamation à l’encontre du site Mediapart, expliquant par l'intermédiaire de son avocat, que ses interventions ont au contraire été « utiles à la manifestation de la vérité ». Elle avait notamment écrit qu'Adama Traoré s’était « interposé à l’interpellation de son frère » et avait commis « des violences » contre un gendarme.
D'autres éléments de la communication policière sont critiqués, d'une part le fait que lorsqu'un agent se blesse tout seul à une cheville, les rapports indiquent la communication suivante « un suspect en fuite. Un gendarme blessé », d'autre part le délai de trois heures pour annoncer la mort d'Adama Traoré à sa famille. Par ailleurs, selon le témoignage d'un pompier intervenu à l'appel des gendarmes, Adama Traoré n'est pas en position latérale de sécurité (PLS) à leur arrivée à la gendarmerie. Ce pompier indique notamment : « Quand j'arrive, il n'est pas en PLS. Il est face contre terre ». Lorsque le secouriste demande que l'on retire les menottes de l'homme, les gendarmes lui répondent que l'interpellé simule. Pourtant, l'homme constate qu'Adama Traoré n'a plus de ventilation. À la suite de la divulgation de ces éléments, l'avocat de la famille annonce le 14 septembre déposer une nouvelle plainte pour « non-assistance à personne en danger », soulignant notamment le fait que les pompiers ont dû insister plusieurs fois avant que les gendarmes acceptent d’ôter les menottes.
En juillet 2021, la presse révèle que les trois gendarmes impliqués dans l'interpellation — Romain F., Arnaud G. et Mathias U. — reçoivent le 5 septembre 2019 une « citation sans croix simple à l’ordre du régiment » pour être « parvenus » à « localiser et interpeller » Adama Traoré le 19 juillet 2016 et pour avoir fait preuve « en la circonstance, d’un engagement remarquable et d’une détermination sans faille qui font honneur à la gendarmerie nationale » sur proposition du directeur général de la Gendarmerie nationale Christian Rodriguez,. L'avocat de la famille Traoré Yassine Bouzrou estime que cette décoration « déshonore toute l’institution de la gendarmerie nationale, incapable d’enquêter sur les violences commises par ses propres agents ».

### Communication du parquet de Pontoise
Le 5 août 2016, le journal en ligne Mediapart révèle que le parquet de Pontoise a lancé une procédure pour rébellion contre Adama Traoré lors de son interpellation alors que celui-ci était mort depuis 24 heures, alors qu'il est impossible de poursuivre une personne décédée,. L'avocat de la famille, Yassine Bouzrou, déclare que plusieurs documents médicaux essentiels n'avaient pas été transmis au juge d'instruction. Compte tenu des autres éléments, il évoque que cela ne confirme les craintes de la famille, qui estime que l'enquête ouverte par le procureur Yves Jannier n'est là que pour entraver l'information judiciaire du juge d'instruction. Les documents qui seraient manquants dans le dossier du juge d'instruction sont notamment les rapports des pompiers et du SMUR, ainsi qu'un troisième document, lui aussi d'ordre médical, émis après la mort de la victime. Le 4 août, l'avocat des proches d'Adama Traoré indique que si ces documents ne sont pas récupérés très rapidement, une plainte sera déposée pour « dissimulation de preuves ». Il ajoute, « nous voilà quinze jours après les faits, le corps d'Adama Traoré sera inhumé dimanche et l'on ne dispose toujours pas de ces documents. Ce qui signifie que la Justice a délivré le permis d'inhumation sans avoir eu accès au rapport des services d'urgence. C'est complètement anormal ».
Le 30 juillet, l'avocat de la famille déclare que l’asphyxie est présentée comme cause de la mort dans les deux rapports d’autopsie qu’il a pu consulter. Il relève que cet élément n'a pas été mentionné dans les déclarations du procureur de la République de Pontoise. Celui-ci a pourtant communiqué sur une prétendue « infection très grave touchant plusieurs organes » dont souffrait Adama alors que la première autopsie décrit des « lésions d’allures infectieuses ». Cette communication judiciaire est critiquée par plusieurs médias : Le Monde notamment dénonce une « communication sélective » du procureur de Pontoise, qui n'avait pas évoqué le syndrome d'asphyxie auquel Adama Traoré a succombé. Le 12 août 2016, le Conseil représentatif des associations noires (CRAN) indique se constituer partie civile dans l'enquête et annonce qu'il porte plainte contre le procureur de la République de Pontoise, Yves Jannier, « pour entrave à la manifestation de la vérité ». Le 18 août, le procureur général de Versailles se déclare favorable au dépaysement de l'enquête sur les conditions de la mort d'Adama Traoré.
Le 15 septembre 2016, la presse voit dans la mutation annoncée du procureur de la République Yves Jannier, une sanction à la suite de cette affaire,. Fin octobre, la Cour de cassation donne son accord pour la procédure de dépaysement, l'affaire est reprise par le procureur de Paris avec la nomination attendue d'un nouveau magistrat instructeur.

### Communication du parquet de Paris
Le 8 juin 2020, le parquet de Paris affirme via un communiqué, que l'instruction concernant l'affaire Traoré se déroule dans le respect des droits des différentes parties et que les actes indispensables à la manifestation de la vérité judiciaire ont bien été réalisés. Le parquet confirme que deux témoins importants ont été convoqués par les juges d'instruction avant la manifestation du 2 juin 2020. Par ailleurs, le parquet révèle que l'un des témoins avait déjà été convoqué par le passé, mais ne s'était pas présenté. Malgré les investigations entreprises pour le rechercher, il n'avait pu être retrouvé.
Tout comme le Défenseur des droits qui avait convoqué ces deux témoins dès 2016, l'avocat de la famille regrette que les juges aient attendu 2019 avant de tenter de les entendre. Il précise que l'un des témoins n'a jamais reçu de convocation et que les efforts de recherche sont restés limités. Il conclut : « La manifestation de la vérité nécessite que les actes d'investigation soient effectivement réalisés, on n'instruit pas sur des intentions mais sur des actes d'enquête réalisés. La dernière fois qu'un procureur s'est exprimé sur ce dossier c'était celui de Pontoise, dont la communication était particulièrement contestable et a donné lieu à un dépaysement. Aujourd'hui, nous déplorons que le procureur de Paris se comporte comme son prédécesseur. »

### Utilisation du plaquage ventral
Les techniques utilisées par les gendarmes lors de l'interpellation, principalement le plaquage ventral, sont mises en cause,.

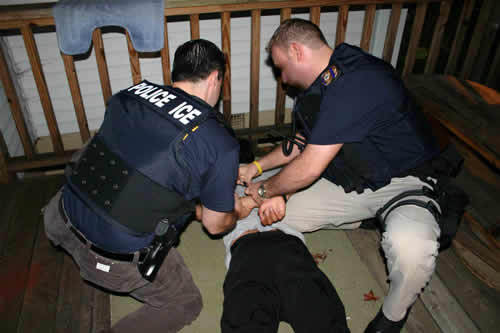
Plaquage ventral lors d'une opération de police.

Selon L'Obs, qui déclare s'appuyer sur une source judiciaire, les gendarmes ont déclaré aux enquêteurs : « nous avons employé la force strictement nécessaire pour le maîtriser », ajoutant : « il a pris le poids de nos corps à tous les trois au moment de son interpellation ». L'avocat de la famille déclare avoir déposé plainte le jeudi 1er août 2016 « pour violences volontaires ayant entraîné la mort sans intention de la donner » et avoir « demandé en même temps le dépaysement du dossier afin qu'il soit instruit dans de meilleures conditions et en toute impartialité ».
En 2016, selon l'ACAT (Action chrétienne pour l’abolition de la torture), le plaquage ventral « a fait au moins huit morts ces dix dernières années » et a été soumis à certaines conditions en Suisse et en Belgique, de même qu’il est interdit pour les forces de l’ordre de New York et de Los Angeles. En France, Dominique Baudis, Défenseur des droits, dans une décision d’avril 2012 insiste sur la dangerosité de cette technique. En 2011, Amnesty International dénonce son utilisation, invoquant notamment le fait que face à un individu agité, « un agent de la force publique aura tendance à exercer […] une compression supplémentaire, afin de maîtriser la personne, compromettant davantage encore ses possibilités de respirer ».
En septembre 2016, des éléments de l'enquête, et notamment l'audition par l'IGGN du chef de la patrouille, semblent confirmer la thèse de l’étouffement. Selon la juriste spécialisée dans les droits de l'homme Aline Daillère, quatre morts en France lors d'interpellations sont imputables à cette technique, les précédents datant de 2007, 2008 et 2015. Cependant, l'expertise médicale de synthèse réalisée en septembre 2018 conclut que l'homme, atteint de drépanocytose, est mort des suites de l'effort physique réalisé lors de sa fuite devant les forces de l'ordre. Cette conclusion est contestée par la famille d'Adama Traoré qui rappelle que toutes les expertises, dont l'expertise de synthèse de 2018, ont reconnu que le mécanisme d'asphyxie positionnelle avait joué un rôle dans le décès d'Adama Traoré. Deux d'entre elles affirment qu'il s'agissait de l'unique cause de décès.
Le quotidien Le Monde revient sur l'utilisation du terme de « plaquage ventral » dans le cadre de l'affaire Traoré. En effet, les avocats des gendarmes refusent l'utilisation de ce terme et préfèrent parler de contrôle costal dorsal. Cependant, d'après l'article, les avocats des gendarmes entendent l'expression de « plaquage ventral » au sens rugbystique du terme. Or, en France, comme le rappelle notamment l'ACAT, un plaquage ventral ne se caractérise pas nécessairement par l'action d'amener quelqu'un au sol mais bien par le fait de « plaquer et maintenir une personne ventre au sol, tête tournée sur le côté », ce qui, selon Le Monde, apparenterait donc la technique d'immobilisation appliquée par les gendarmes sur Adama Traoré à un plaquage ventral.

### Écueils de l'instruction
De nombreuses voix s'interrogent quant à la manière dont l'instruction est menée. En effet, en mai 2020, près de quatre ans après les faits, deux témoins-clés n'ont toujours pas été entendus par les juges d'instruction malgré les demandes de l'avocat de la famille ou du Défenseur des droits. Menant une enquête indépendante du Parquet sur ces faits, il signale des difficultés à obtenir communication de pièces du dossier. Ainsi, en juin 2020, quinze mois après sa demande de transmission, il déplore ne pas avoir eu copie de la contre-expertise réalisée à l'initiative de la famille.
L'avocat Yassine Bouzrou relève également les versions évolutives des gendarmes : « Dans une première version des faits, les gendarmes indiquent qu'ils sont à trois sur le corps d'Adama Traoré. Dans une deuxième version, lorsqu'ils sont entendus par les juges d'instruction, ils indiquent qu'il n'y a qu'un seul gendarme qui met ses deux genoux sur le dos d'Adama Traoré et que les deux autres se contentent de tenir les jambes et les bras. Et dans une troisième version, ils indiquent qu'ils l'ont seulement menotté, ce qui est totalement inadmissible, ces gendarmes sont des menteurs parce qu'ils donnent trois versions différentes. ».
Pourtant, malgré ces déclarations changeantes et le débat quant à la réalisation d'un plaquage ventral sur Adama Traoré, les demandes de reconstitution ont été rejetées par les juges chargés du dossier en avril 2019, puis par la cour d’appel de Paris le 27 février 2020, bien que la procureure générale près la cour d’appel de Paris avait rendu, en juillet 2019, un réquisitoire favorable à la tenue de cette reconstitution, et que l'inspection générale de la Gendarmerie nationale (IGGN) avait plaidé, dès 2016, en sa faveur.
Par ailleurs, un troisième témoin n'avait en 2020,toujours pas été identifié, ni par la justice, ni par l'IGGN. Il s'agit de l'homme intervenu pour libérer Adama Traoré après sa première interpellation le 16 juillet 2016. L'analyse des traces de son sang provoquées par un coup de poing du gendarme pour tenter de contenir l'individu n'ont pas permis de l'identifier. Me Bouzrou dénonce le fait qu'« aucune investigation n'a été réalisée » car, selon lui, ce témoin pourrait éclairer la justice sur des points importants, notamment sur « le mystère du démenottage partiel d'Adama Traoré ».
Le débat autour des différentes expertises questionne l'instruction. Comme le rapportait le quotidien Le Monde, la contre-expertise déposée par la famille et réalisée par « quatre éminents spécialistes de médecine interne officiant dans des grands hôpitaux parisiens » n'avait pas été prise en considération par les juges au même titre que les expertises judiciaires. En effet, les juges avaient avancé que les médecins interrogés n'avaient pas prêté serment et ne figuraient pas sur les listes officielles d'experts. Cependant, les juges d'instruction missionnaient également pour une nouvelle expertise des médecins non inscrits sur les listes officielles d'experts. Pour Nicolas Chapuis, les juges, « en nommant à leur tour trois médecins dont deux ne figurent pas sur ces registres, accréditent l'idée que l'affaire est un casse-tête autant pour la justice que pour la médecine ».
L'avocat pénaliste Henri Leclerc, président d'honneur de la Ligue des droits de l'homme, s'alarmait de la lenteur de cette instruction et déclarait en 2020 : « Cette affaire dure depuis quatre ans : ça, c'est grave ». Il regrettait que la garde des Sceaux, Nicole Belloubet, n'ait pas impulsé le parquet de Paris pour que l'instruction avance plus rapidement.

## Avocats des parties
L'avocat de la famille Traoré est, depuis 2016, Yassine Bouzrou. Il est à l'origine de plusieurs demandes d'actes (reconstitution, auditions de témoins-clés, recherches sur les antécédents des gendarmes interpellateurs, etc.) et obtient, notamment, le dépaysement de l'affaire. En mars 2019, il dépose une contre-expertise indépendante révélant que c'est bien le plaquage ventral qui est à l'origine du décès d'Adama Traoré, ce qui permet de relancer l'instruction.
Rodolphe Bosselut, avocat de deux des gendarmes mis en cause, est par ailleurs un des avocats de Marine Le Pen, il collabore à Causeur et Atlantico. Me Sandra Chirac-Kollarik et Me Pascal Rouiller défendent le troisième gendarme mis en cause dans le décès d'Adama Traoré.

## Réactions et communication de la famille

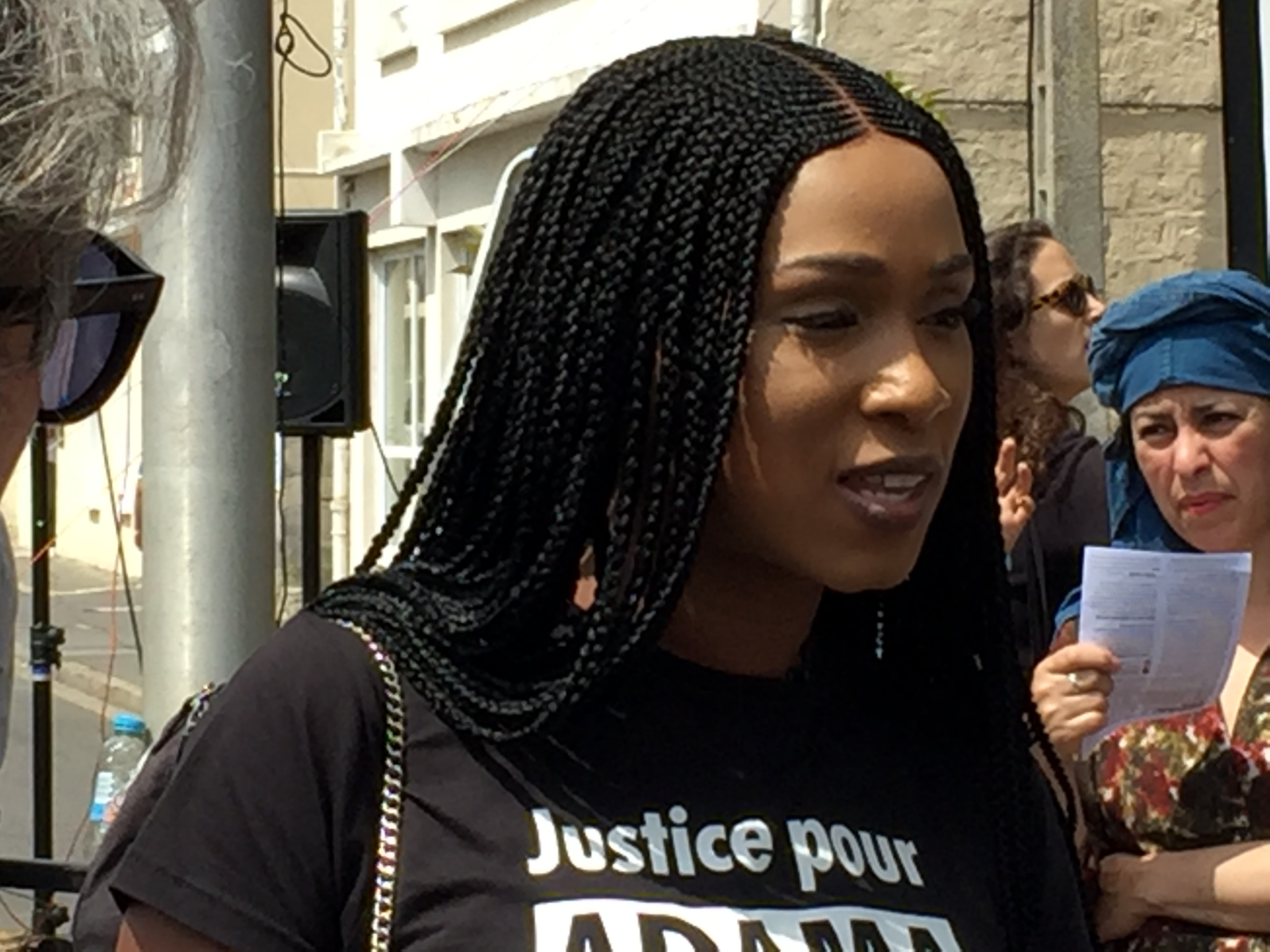
Assa Traoré, sœur d'Adama Traoré, en juillet 2018.

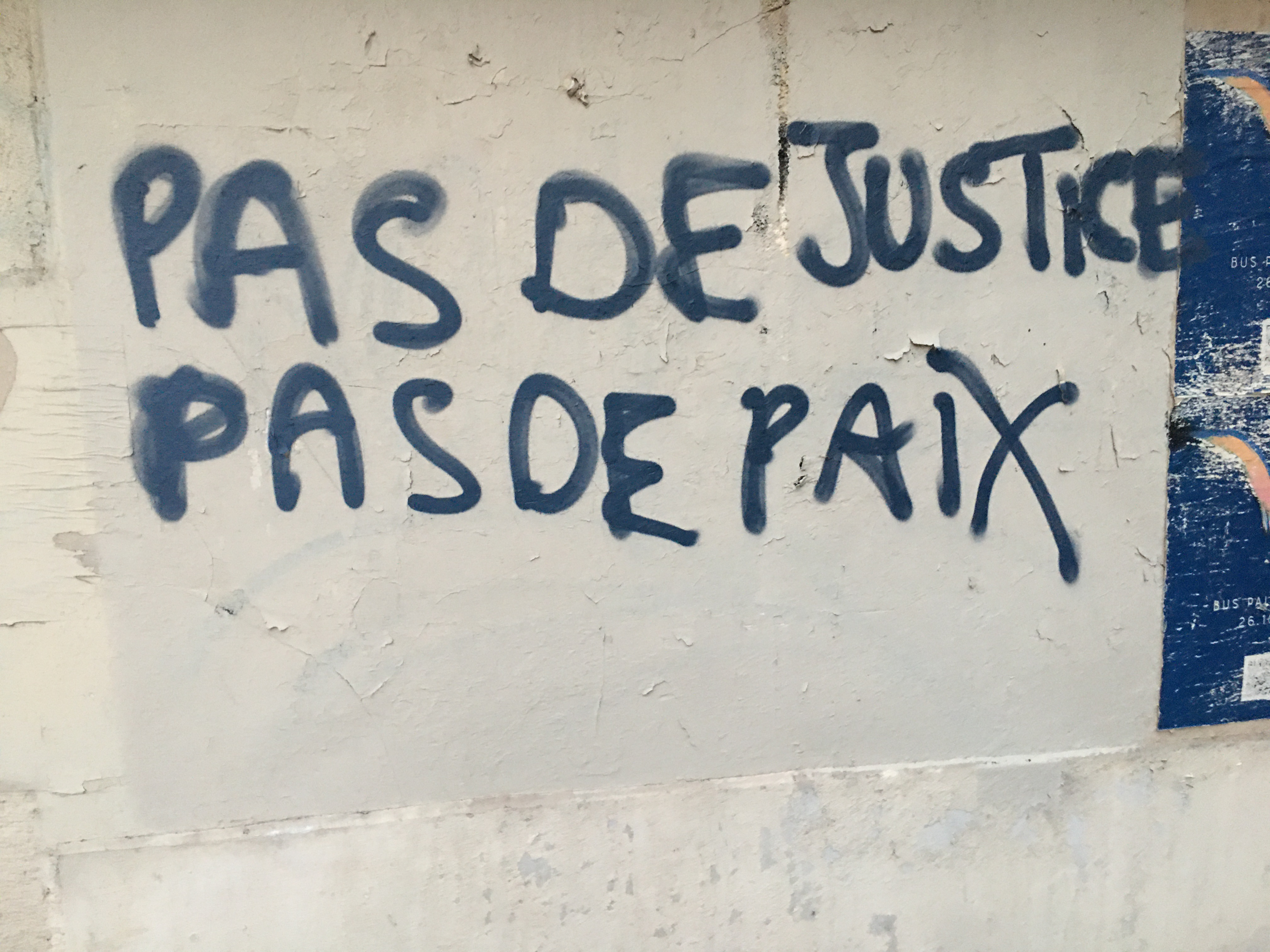
Graffiti Pas de justice, pas de paix, lors de la manifestation du 2 juin 2020.

Adama Traoré est issu d'une famille très nombreuse. Son père, Mara-Siré Traoré, chef de chantier d'origine malienne, a eu dix-sept enfants de quatre mères différentes (« deux Blanches, successivement, puis deux Noires, en même temps ») et a fait de sa famille une famille soudée,. Lorsqu'il meurt en 1999, c'est l'une de ses filles, Assa Traoré, qui endosse le rôle de chef de famille et qui s'occupe de ses frères et sœurs,. Au lendemain de la mort d'Adama Traoré, Assa est choisie par sa famille comme porte-voix. Mère de trois enfants, elle est éducatrice à Sarcelles (Val-d'Oise), dans une fondation de protection de l’enfance,. Immédiatement après la mort de son frère, Assa Traoré affirme qu'il s'agit d'une bavure policière. Elle réclame des précisions à la Justice, et demande aux médias de ne pas en rester à la version des pouvoirs publics,. Elle dit ne pas vouloir servir d'autre cause, la lutte contre le racisme ou les violences policières par exemple, car ce n'est pas son combat. Elle garde donc ses distances avec les associations et ne s'affiche pas aux côtés de personnalités politiques,,. Si Assa Traoré a des mots très sévères pour les gendarmes qui ont interpellé Adama, pour le procureur de la République et pour Nathalie Groux, la maire de Beaumont-sur-Oise, elle appelle aussi au calme les personnes qui soutiennent sa famille, et elle condamne les violences.
Assa Traoré interpelle le président de la République François Hollande le 28 septembre 2016 au sujet des violences policières.
D'autres membres de la fratrie sont également impliqués dans le combat de la famille « pour la vérité », réunie au sein du Comité vérité et justice pour Adama. Lassana le grand frère ; Youssouf et Yacouba, qui s'occupent de la logistique et notamment des tee-shirts, Hawa, sœur jumelle d'Adama, qui organise des événements de soutien en province, Samba, qui met en place une équipe de médiateurs dans le quartier de Boyenval et qui, contre l'avis du préfet, y organise des rondes le soir à partir de 20 heures pour que le quartier garde son calme,.
En 2017, Assa Traoré publie avec Elsa Vigoureux le livre Lettre à Adama, aux éditions du Seuil. En avril 2019, Assa Traoré publie un nouveau livre, écrit avec le sociologue Geoffroy de Lagasnerie, Le Combat Adama, aux éditions Stock. Elle y soutient la thèse que son frère Adama aurait été une victime du racisme systémique.

### Tribune «J'accuse»
Le 17 juillet 2019, Assa Traoré publie sur Facebook une tribune appelée J'accuse ! (en référence à celle publiée par Émile Zola en 1898) dans laquelle elle cite nommément trois gendarmes impliqués dans l'arrestation mortelle de son frère et les accuse « d'avoir tué [son] frère Adama Traoré en l'écrasant avec le poids de leurs corps », « de ne pas (l')avoir secouru » et « d'avoir refusé de (le) démenotter en affirmant qu'il simulait ».
Les gendarmes portent plainte contre cinq publications du second semestre 2019. Si trois d'entre elles sont écartées par le tribunal, Assa Traoré est relaxée en première instance d'avoir porté atteinte à la présomption d'innocence concernant deux autres publications et les gendarmes condamnés aux dépens à 2 000 € par une ordonnance du 3 juillet 2020. Leurs avocats annoncent leur intention d'entamer un recours. Le 26 février 2021, la Cour d'appel de Paris condamne Assa Traoré pour avoir « porté atteinte à la présomption d'innocence » des gendarmes ayant procédé à l'arrestation de son frère, dans des messages publiés sur la page Facebook du comité La Vérité pour Adama. La Cour ordonne la suppression de deux des cinq messages poursuivis, la publication d'un communiqué de justice évoquant cette condamnation et le versement de 4 000 euros de frais de justice aux gendarmes. Elle déboute les gendarmes de leur demande de 15 000 euros de dommages et intérêts chacun.
Poursuivie également pour diffamation, elle dit en mai 2021 continuer à assumer ce texte : « Si la justice française à laquelle j'étais censée faire confiance avait fait le travail nécessaire, peut-être qu'à ce moment-là, je n'aurais pas eu envie d'écrire cette lettre », Assa Traoré est en revanche relaxée 1er juillet 2021 par la 17e chambre du tribunal judiciaire de Paris : « l'excès du propos tenu par Assa Traoré, sur un ton provocateur, et la force des accusations portées contre les gendarmes alors même qu'ils n'étaient ni jugés ni mis en examen doivent nécessairement être appréhendés à la lumière des circonstances de leur publication et du combat personnel et militant ainsi mené par la prévenue ».

### Affaires impliquant d'autres membres de la famille Traoré
Plusieurs des frères d'Adama Traoré ont des démêlés avec la justice — Bagui, Yacouba, Youssouf, Samba et Serene Traoré — notamment pour des délits commis lors des émeutes ayant suivi le décès de leur frère.
Dans une affaire d'extorsion de fonds avec violences sur personne vulnérable pour laquelle Bagui (déjà condamné à 19 reprises) était recherché par les gendarmes lors du décès d'Adama, il est condamné à 30 mois de prison le 25 avril 2018. À l'audience, alors que ses co-prévenus (dont sa compagne Sarah) reconnaissent les faits, Bagui affirme que ce sont les gendarmes qui ont dicté leurs aveux. Le 23 mai 2019, Bagui est condamné à un an de prison ferme pour trafic de stupéfiants par le tribunal correctionnel de Pontoise tandis que son frère Youssouf, présenté comme « un des organisateurs principaux » d'un trafic « d'ampleur régionale » est condamné à deux ans et demi de prison. Poursuivi pour outrage à agent public supposé commis le 25 juillet 2016, il est relaxé le 23 février 2018 par le tribunal de Pontoise, les constatations techniques étant en contradiction avec la plainte du gendarme.
À la suite des violences commises à Beaumont-sur-Oise les jours suivant la mort de son frère Adama, Bagui Traoré est placé en garde à vue 28 février 2017 : il est alors suspecté d'avoir ouvert le feu sur les gendarmes pendant les émeutes. Une information judiciaire est ouverte pour tentatives d'assassinat sur personne dépositaire de l'autorité publique. Mis en examen depuis mars 2017 pour tentative d’assassinat sur personnes dépositaires de l’autorité publique, Bagui est renvoyé devant un tribunal par un juge d’instruction mais le délit de violences volontaires, mais à la suite de l'appel du parquet de Pontoise, le 2 juillet 2019 la chambre de l'instruction de la cour d'appel de Versailles ordonne un renvoi devant une cour d’assises pour « tentative d’assassinat » au côté de cinq autres personnes. Le 9 juillet 2021, Bagui Traoré est acquitté des charges pour lesquelles il est poursuivi : dans son réquisitoire, l'avocate générale estime qu’il n’y avait « pas de preuves », alors que l'ancien juge antiterroriste Marc Trévidic juge que « personne, ni dans la procédure ni à l'audience, n'a indiqué l'avoir vu tirer sur des forces de l'ordre ou même s'être tenu à proximité d'un tireur. De même, personne ne l'a entendu donner des consignes ou avoir fourni une arme à feu. L'enquête en était restée aux simples hypothèses et un débat sur de simples hypothèses a certainement sa place dans un bureau d'enquêteurs mais pas devant une cour d'assises »,.
En novembre 2023, poursuivi devant le tribunal correctionnel de Pontoise pour extorsion de fonds avec menaces, Bagui Traoré est condamné à 2 000 € d'amende, trois ans de prison avec mandat de dépôt ainsi qu'à cinq ans d'interdiction de paraître dans le Val-d'Oise et de détenir une arme. La victime affirme s'être vu extorquer 600 € le 15 octobre 2023, et que Bagui lui aurait soutiré en plusieurs fois 2 000 €. Selon elle, Bagui aurait justifié ses extorsions pour avoir été incarcéré à la suite des émeutes. La victime rapporte « Il a dit que tout le monde devait payer ». L'avocat de Bagui, qui plaidait une peine aménageable, conclut : « Ça fait quelques années que le parquet de Pontoise cherche à incarcérer Bagui Traoré. Ils ont réussi. »,.
En novembre 2017, son frère Yacouba Traoré est incarcéré pour l'incendie d'un bus lors de ces soirées ayant suivi le jour de la mort d'Adama Traoré. Yacouba Traoré est libéré en octobre 2017, mais placé en détention provisoire le 16 novembre suivant dans l'affaire de l'incendie d'un bus à Beaumont-sur-Oise. Le 15 octobre 2018, il est condamné à 3 ans de prison ferme pour l'incendie de ce bus. Le parquet fait appel, ayant requis 6 ans de prison, mais la peine de 3 ans est confirmée en appel le 2 avril 2019.
Plusieurs frères d'Adama Traoré sont interrogés pour avoir agressé en février 2017 le codétenu d'Adama l'ayant accusé de viol. Yacouba Traoré est condamné le 15 mars 2017 par le tribunal de grande instance de Pontoise à 18 mois de prison ferme pour avoir roué de coups avec une planche en bois et fracturé le nez de l'accusateur de viol dans un « guet-apens », selon le procureur, et son complice à 15 mois, ainsi pour tous deux qu'à une interdiction de séjour de deux ans dans le Val-d’Oise,. À l'issue de l'audience, Assa Traoré affirme « C’est la même juge qui est sur l’affaire depuis le début » estimant qu’« il y a un problème entre cette juge et la famille Traoré ».
En chemin vers la première manifestation contre la mort d'Adama Traoré, un manifestant se voit reprocher d'aller soutenir « un violeur » par un fonctionnaire de police. L'accusation étant filmée, la famille porte plainte pour diffamation et le policier est cité à comparaître en septembre 2020. En mai 2021, le policier est relaxé, le tribunal jugeant notamment que « l'intention de nuire n'est pas établie ».
Le 19 avril 2018, Serene Traoré, autre frère d'Adama Traoré, est condamné à 4 mois de prison ferme et 600 euros d'amende pour outrage, trois jours après la mort de son frère, à l'encontre de la maire de Beaumont-sur-Oise. Le comité Adama, dirigé par Assa Traoré, déclare en avril 2018 voir dans la condamnation de Serene Traoré « un acharnement contre la famille Traoré et ses soutiens. »
Samba Traoré est condamné le 30 mai 2018 en comparution immédiate, à quatre ans de prison, dont 18 mois avec sursis et mise à l'épreuve pendant deux ans pour violences avec arme contre un épicier du quartier de Boyenval à Beaumont-sur-Oise. L'agression a pour origine une bagarre de chiens. La victime a reçu un coup de manche à balai à la tête qui a provoqué un arrêt cardiaque et 45 jours d'ITT provisoire à la victime. À l'audience, la victime indique avoir reçu la visite à l’hôpital de Samba Traoré venu s'excuser mais aussi d'Assa Traoré accompagnée d'un homme. Il affirme que ce dernier lui aurait proposé de l'argent « au nom du collectif Vérité pour Adama ».
Le 13 septembre 2020, un cousin d’Adama Traoré se noie dans la Seine à Bougival (Yvelines) en tentant d’échapper à la police après un possible vol de motos. Une enquête est confiée à l'IGPN pour faire la lumière sur les circonstances du décès, tandis que la sureté urbaine de Saint-Germain-en-Laye enquête sur le vol de motos.
Un frère d'Assa Traoré, Youssouf, est poursuivi pour « violences volontaires sur personne dépositaire de l'autorité publique » supposées commises en marge de la manifestation organisée le 8 juillet 2023 à Paris.

## Réactions en France et à l'étranger

### Manifestations

#### Premières manifestations (2016)
Immédiatement après la mort d'Adama Traoré, plusieurs nuits d'échauffourées ont lieu à Beaumont-sur-Oise et dans les communes avoisinantes. Une marche blanche rassemble plus de 1 500 personnes le 22 juillet, dans les rues de la commune.
Puis, à l'appel de la famille du défunt, 600 personnes se rassemblent à proximité de la gare du Nord à Paris le 30 juillet 2016. Cependant, la manifestation ayant été déclarée seulement le vendredi 29 juillet à la préfecture de police de Paris, alors que le délai avant de manifester était d'au minimum trois jours, le cortège est bloqué par une quarantaine de CRS.

#### Manifestations du collectif «Justice pour Adama» de 2017 à 2021

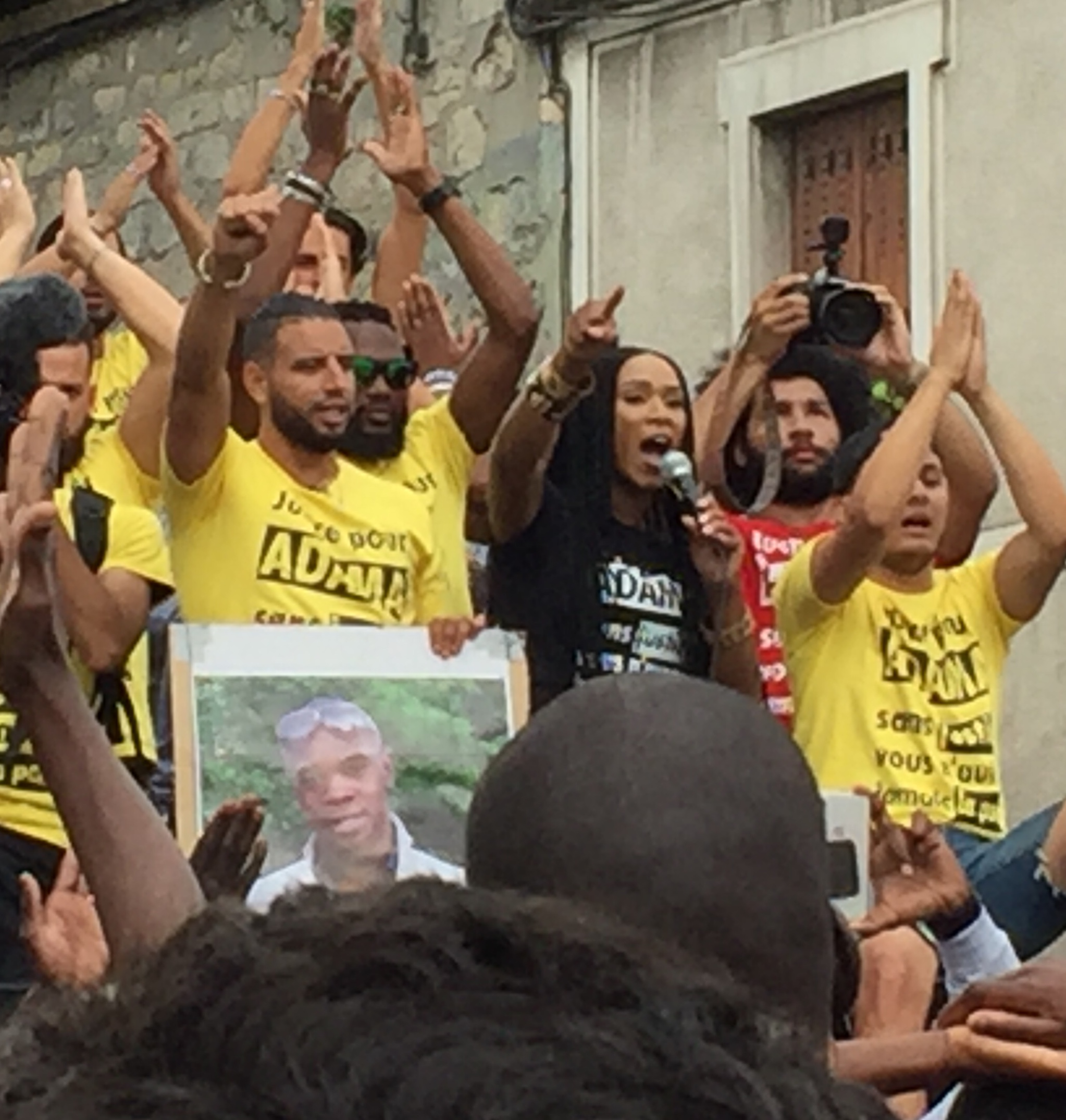
Marche pour Adama en 2018.

Le 5 novembre 2016 une manifestation à Paris regroupe 800 personnes, aux slogans « Justice pour Adama » et « Faisons front contre l'impunité des gendarmes ».
Le 17 novembre 2016, des incidents se produisent en marge d'un conseil municipal de la commune de Beaumont-sur-Oise où la maire voulait faire approuver la prise en charge par la commune des frais de justice à la suite de sa plainte en diffamation envers Assa Traoré, la sœur d'Adama, qui avait accusé Nathalie Groux d'être « du côté des gendarmes, ce qui veut dire du côté de la violence policière ». Des proches de la famille sont empêchés d'accéder à la salle, celle-ci étant pleine, le ton monte, une policière municipale se plaint de violences ; au même moment, des affrontements ont lieu dans le quartier Boyenval entre la gendarmerie et des personnes du quartier. La réunion est finalement annulée faute de quorum, les élus d'opposition étant sortis de la salle pour calmer les personnes cherchant à rentrer. D'autres incidents éclatent à Beaumont-sur-Oise dans les jours qui suivent, notamment à la suite de l'incarcération de deux frères Traoré suspectés d'outrage à agent (Youssouf sera condamné pour outrages et menaces de mort tandis que Bagui est condamné pour outrages et violences à l’égard de policiers municipaux et gendarmes mais fait appel ; il est condamné à six mois de prison ferme en appel) ; la sœur du défunt appelle au calme tout en s'interrogeant sur le jeu des autorités qui rajouteraient de l'huile sur le feu.
Le 22 juillet 2017, mille personnes manifestent de la gare de Persan - Beaumont au quartier de Boyenval à Beaumont-sur-Oise pour le premier anniversaire de la mort d'Adama Traoré. À l'occasion de la manifestation « marée populaire » initiée par François Ruffin le 26 mai 2018, le collectif de soutien à Adama Traoré annonce qu'il défilera dans le cortège de tête. Pour le porte-parole du comité Adama, Youcef Brakni, « On a des comptes à demander à la gauche, l’heure du bilan est là. Elle ne comprend que le rapport de force politique ».
Quelques milliers de personnes manifestent le 21 juillet 2018 de la gare de Persan - Beaumont au quartier de Boyenval en présence de personnalités comme Éric Coquerel, Benoît Hamon, Esther Benbassa ou Philippe Poutou. Assa Traoré dénonce les lenteurs de la Justice : « Les gendarmes n’ont toujours pas été auditionnés ».
Le 20 juillet 2019, pour la troisième marche anniversaire de la mort d'Adama Traoré, de 1 500 personnes selon les gendarmes à 5 000 selon les organisateurs, manifestent de nouveau de la gare au quartier de Boyenval. Cette marche est marquée par une présence de Gilets noirs et de Gilets jaunes — que le comité Adama avait appelé à soutenir dès la fin 2018 lors du troisième samedi de mobilisation — à l’occasion de l'acte 36 de leur mouvement, en présence de figures comme Maxime Nicolle, Priscillia Ludosky et Jérôme Rodrigues. Le porte-parole Youcef Brakni salue cette convergence, déclarant : « On a vraiment réussi à faire quelque chose d’inédit, à faire déplacer tout le monde dans les quartiers populaires, en banlieue ».
Par un important travail de terrain activement relayé sur les réseaux sociaux, une grande sœur charismatique, des militants expérimentés et des soutiens médiatiques (les acteurs Omar Sy et Almamy Kanouté, le sociologue et philosophe Geoffroy de Lagasnerie, l'écrivain Édouard Louis, le réalisateur Ladj Ly, des rappeurs Youssoupha et Kery James), le comité Adama devient progressivement une cause fédératrice. Une cagnotte en ligne est lancée le 17 décembre 2017 sur la plateforme en ligne Okpal par le comité Adama, qui dit vouloir s’en servir pour faire face aux nombreuses procédures judiciaires en cours autour de la mort d'Adama Traoré, mais aussi autour de ses frères, Bagui, Yacouba et Youssouf. La collecte de fonds franchit la barre des 200 000 euros en juin 2020. Le pic de dons le plus significatif apparaît peu de temps après le meurtre de George Floyd, le jour de la manifestation organisée par le comité Adama devant le tribunal de grande instance de Paris contre les « violences policières » et le racisme, le 2 juin 2020 : ce seul jour-là, la cagnotte se voit verser 48 982 euros de dons, soit près d’un quart du montant total récolté depuis son ouverture. Le 19 juillet 2020, date de clôture affichée sur Okpal, la cagnotte est prolongée d'un an, soit jusqu’au 20 juillet 2021. Après le pic de juin 2020, les dons sont peu à peu redescendus pour revenir à un niveau proche mais supérieur à celui qui demeurait avant juin 2020.
Le 18 juillet 2020, pour la quatrième marche anniversaire, plusieurs milliers de personnes (dont l'acteur Omar Sy, l'humoriste Malik Bentalha et le musicien DJ Snake) manifestent de Persan à Beaumont-sur-Oise à l'appel du Comité Adama et d'Alternatiba, une des principales organisations du mouvement pour le climat, au nom d'une lutte commune contre les inégalités,.
Le 17 juillet 2021, la cinquième marche anniversaire du décès d'Adama Traoré de Parsan à Beaumont-sur-Oise doit être suivie d'un concert de soutien à la famille avec des artistes comme Youssoupha, Wejdene, Hatik ou Vegedream.

#### Manifestations de juin 2020

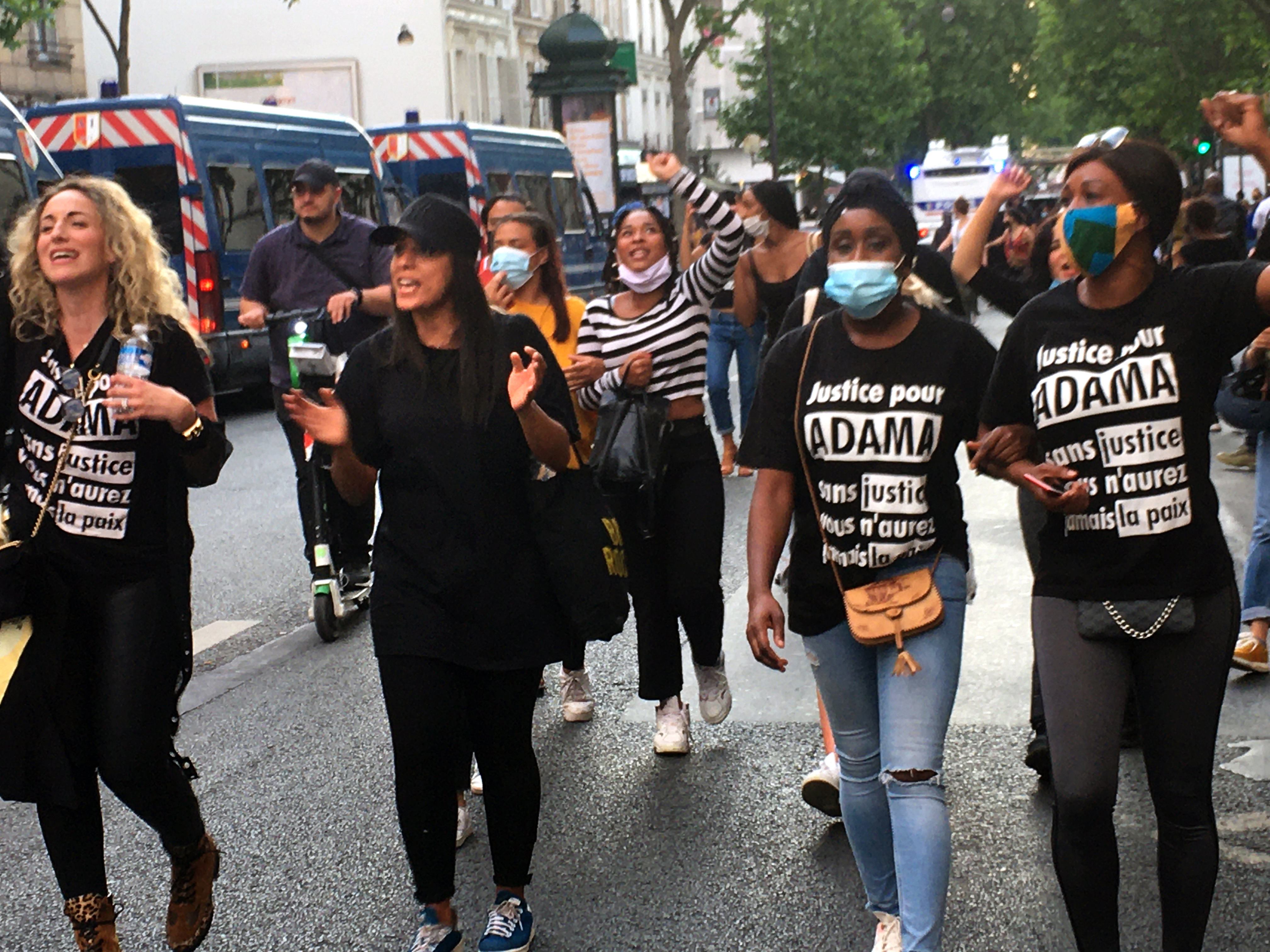
Manifestation du 2 juin 2020 à Paris.

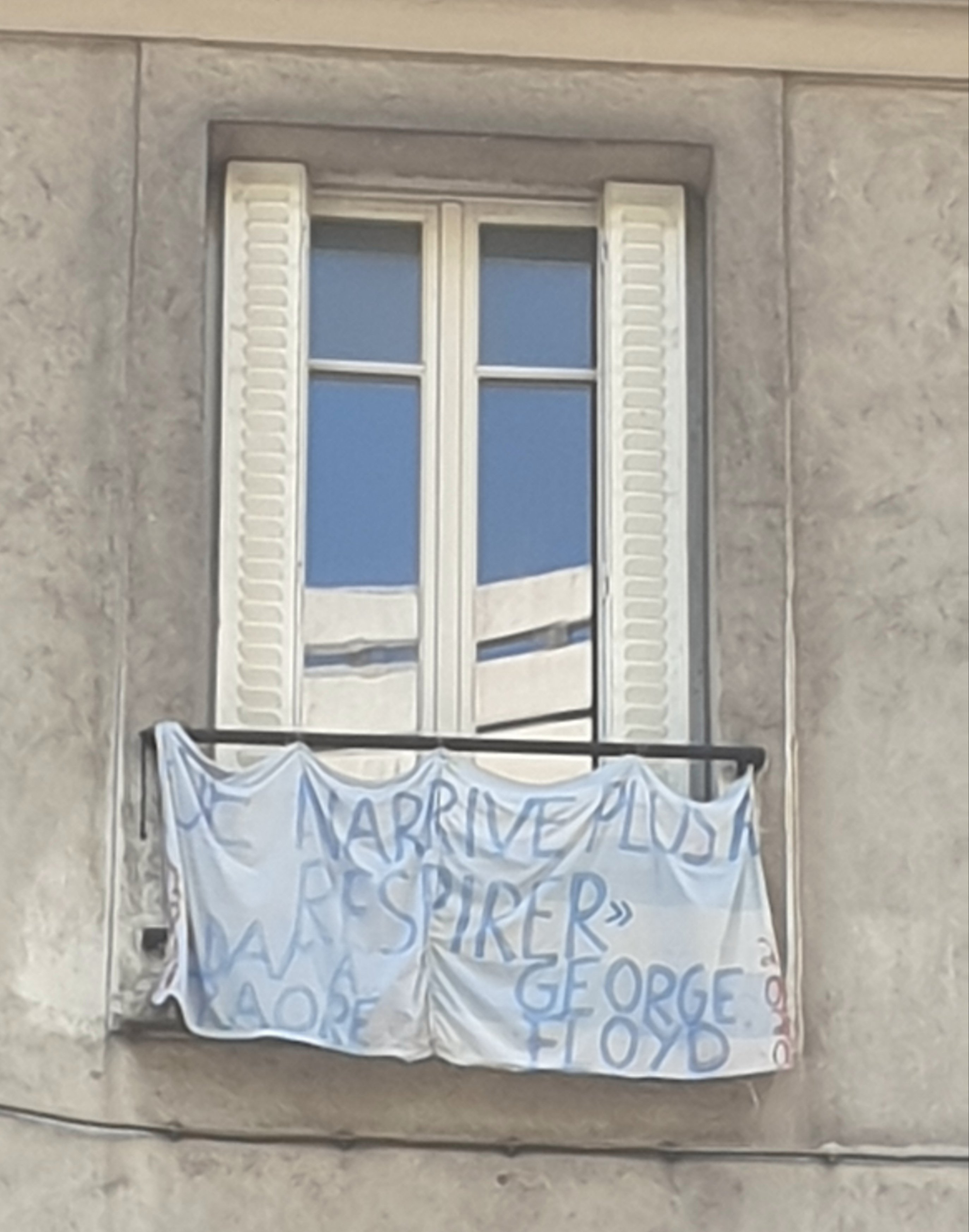
Banderole dans le de Paris : Je n'arrive plus à respirer. Adama Traoré. George Floyd.

En réaction à l'expertise médicale du 29 mai 2020 qui écarte la responsabilité des gendarmes, le collectif Vérité pour Adama appelle à un rassemblement le 2 juin devant le tribunal judiciaire de Paris. Dans le contexte des protestations consécutives au meurtre de George Floyd aux États-Unis et malgré son interdiction par la préfecture de police sur la base du « décret du 31 mai 2020 relatif à l'état d'urgence sanitaire, qui proscrit tout rassemblement, dans l'espace public, de plus de dix personnes », la manifestation mobilise 20 000 personnes selon la police,, 22 à 25 000 selon le renseignement intérieur ou 60 000 selon les organisateurs. Le rassemblement se déroule dans le calme malgré quelques incidents « sporadiques » au moment de la dispersion. Le nombre de manifestants prend de court le renseignement, qui s'attendait, d'après Le Canard enchaîné, à un rassemblement de 500 à 1 000 manifestants. Le préfet de police Didier Lallement effectue un signalement au Procureur de la République pour l'organisation d'une manifestation interdite.
D'autres manifestations ont lieu simultanément à Lille (avec le collectif Sélom et Matisse, 2 500 personnes selon la police), Lyon (1 200 à 2 500 personnes) et Marseille (500 à 1 800 personnes). D'autres rassemblements sont organisés dans les jours qui suivent à Bordeaux, Lille, Lyon, Marseille, Montpellier, Rennes ou Toulouse, qui rassemblement chacun quelques milliers de manifestants,,. Le samedi 6 juin, l'Intérieur décompte plus de 23 000 manifestants dans toute la France.
Le 8 juin, la ministre de la Justice Nicole Belloubet demande à échanger avec la famille Traoré, mais celle-ci refuse en rappelant qu'elle « qu’elle attend des avancées judiciaires, et non des invitations à la discussion qui n’auraient aucune finalité procédurale » et appelle à un rassemblement le 13 juin au départ de la place de la République,.
Le samedi 13 juin 2020, une nouvelle manifestation est organisée par le comité Vérité pour Adama. Le départ du défilé est situé place de la République. Censé se diriger vers la place de l'Opéra, le défilé est, au dernier moment, bloqué sur ordre du préfet de Police. Les manifestants, bien que statiques, sont nombreux : 129 000 selon les estimations du géomètre mapchecking.com[réf. nécessaire], 120 000 selon les organisateurs, 15 000 selon la police. Plusieurs milliers des personnes se rassemblent aussi à Lyon, à Nantes et dans d'autres villes françaises.
Vers 14 h 30, neuf militants identitaires d’extrême droite installés sur un toit donnant sur la place de la République déploient une banderole dénonçant ce qu'ils nomment le « racisme antiblanc ». À ce moment des cris de « sales juifs » proférés par une à trois personnes sont filmés par l'hebdomadaire Valeurs actuelles. La Préfecture de police signale ces faits à la Justice. 

#### Manifestation du 8 juillet 2023 à Paris
En juillet 2023, la marche annuelle en mémoire d'Adama Traoré prévue le samedi 8 juillet à Persan et Beaumont-sur-Oise est interdite par la Préfecture du Val-d'Oise par craintes de débordements. La préfecture a interdit également les rassemblements de plus de cinq personnes sur les deux communes et ordonne la fermeture de plusieurs gares, dans les communes de Persan, Nointel-Mours, Bruyères-sur-Oise, Champagne-sur-Oise, Bornel Belle-Église et Chambly. Le tribunal administratif rejette le recours des organisateurs, au motif que le retour au calme suivant les émeutes consécutives à la mort de Nahel Merzouk reste « extrêmement récent [et] ne permet de présumer que tout risque de trouble à l'ordre public ait disparu ».
Assa Traoré appelle alors à un rassemblement place de la République à Paris, ce qui lui vaut d'être poursuivie pour organisation d'une manifestation non déclarée, bien que le rassemblement se soit déroulé dans le calme,. Le frère d'Assa Traoré, Youssouf, est violemment interpellé par la police au moment de la dispersion, le plaquage ventral lui causant des fractures. Après avoir été hospitalisé, il est libéré le lendemain et son avocat annonce avoir déposé plainte pour violences volontaires. Youssouf Traoré serait lui accusé d'avoir « porté un coup » à une commissaire de police au début du rassemblement.
Un cumul de cinq plaintes vise Youssouf Traoré pour « violences volontaires sur personne dépositaire de l'autorité publique, menaces, rébellion » pour des faits commis pendant la manifestation et au moment de son interpellation
 et trois autres contre Assa Traoré pour « outrage et violences volontaires sur personne dépositaire de l'autorité publique » dans le cadre de l’enquête ouverte pour « organisation d’une manifestation interdite sur la voie publique ». Une enquête administrative est diligentée pour des violences commises par des policiers sur trois journalistes qui filmaient cette interpellation, deux ayant déposé plainte contre les forces de l'ordre.

#### Manifestation du 5 septembre 2023 à Paris
Après le non-lieu prononcé par les juges d'instruction pour trois gendarmes impliqués dans l'affaire Adama Traoré, le collectif Vérité pour Adama appelle à une manifestation place de la République le 5 septembre 2023. Bien que non autorisée, la manifestation se déroule sans incident. Assa Traoré annonce faire appel contre le non-lieu, expliquant notamment que l'instruction a été close avant que la cour d’appel de Paris ne se prononce sur sa demande d'une reconstitution.

### Interventions publiques en lien avec l'affaire
En août 2016, le président de SOS Racisme, Dominique Sopo, pointe dans une lettre ouverte plusieurs défauts dans la façon de procéder des autorités pendant et après l'événement. Il dénonce les imprécisions dans le discours du procureur, ainsi que plusieurs points obscurs, dont l'inaction des gendarmes en voyant Adama Traoré faire un malaise Acrimed dénonce, quant à elle, le temps de 23 secondes seulement consacré à l'affaire dans le journal télévisé de France 2 du 30 juillet, se situant, selon elle, « entre approximations et contre-vérités ». Elle déplore que la chaîne y consacre aussi peu de temps et donne à cet événement l'image d'une affaire déjà classée.
L'affaire Adama Traoré donne lieu à des prises de positions très polarisées entre la gauche et la droite. Ainsi, le meneur de La France insoumise Jean-Luc Mélenchon dénonce le 9 août 2016 une « tendance à la militarisation de l'action policière », affirmant qu'« on ne doit pas mourir dans une interpellation ».
De manière opposée, l'ancienne députée RN Marion Maréchal dénonce en juin 2020 la « propagande et la subversion des esprits opérés », selon elle, par les défenseurs d'Adama Traoré. En janvier 2017, le magazine Valeurs actuelles publiait une enquête qui remet en cause la version de la famille Traoré et révélant qu'au moment de son interpellation, Adama Traoré avait sur lui 1 300 euros en liquide et une petite quantité de cannabis.
De manière moins tranchée, après la manifestation du 2 juin 2020 à Paris regroupant 20 000 à 40 000 personnes, alors que le ministre de l'Intérieur Christophe Castaner condamne les violences à l'issue du rassemblement, le ministre de l'Agriculture Didier Guillaume demande que la lumière soit faite sur cette affaire par l'État et la Justice.
Plusieurs artistes, notamment Rohff, Kery James, Soprano, Youssoupha, Nekfeu, JoeyStarr, Sofiane, Kalash Criminel, Arsenik ou encore Omar Sy, ont apporté leur soutien à la famille du défunt. Le 2 février 2017, un certain nombre d'entre eux (KJ, Youssoupha, Medine, Sofiane, Dosseh, Mac Tyer, Lino) organisent à la Cigale un concert de soutien « Justice pour Adama ». Le rappeur Black M, qui n'était pas à l'affiche y fait une apparition surprise. Soutien depuis 2016, le comédien Omar Sy dénonce le 4 juin 2020 « [la peur] de mourir entre les mains des forces de l’ordre ». Il en appelle à « la remise en cause d’un système qui ne peut prétendre à la justice sans mettre fin à l’impunité organisée qui sévit depuis des décennies » et déclare : « Nous aspirons tous à une police digne de notre démocratie, une police qui protège sa population, sans distinction de couleur de peau ou de provenance sociale, ».
Dans le clip de son titre Je suis chez moi, sorti en août 2016, le rappeur Black M porte à plusieurs reprises un t-shirt « Justice pour Adama, sans justice vous n'aurez jamais la paix ». Lors de la diffusion du clip sur la chaîne W9, celle-ci décide de flouter le t-shirt et son message, provoquant une polémique. Plusieurs médias critiquent le choix éditorial de la chaîne,.

### Comparaisons avec les violences policières aux États-Unis
Dès 2016, des rapprochements sont faits entre la situation aux États-Unis et en France, notamment par le biais racial des victimes de contrôles policiers, alors que le collectif Justice pour Adama est comparé avec le mouvement américain Black Lives Matter.
Ces comparaisons reprennent à la suite de la meurtre de George Floyd en mai 2020 et les manifestations organisées dans les deux pays.
Ainsi, le slogan Pas de justice, pas de paix très utilisé par le collectif Vérité pour Adama est apparu aux États-Unis après le meurtre de Michael Griffith (en), en 1986 à New York, avant d'être repris en France dans les années 1990 par le Mouvement de l'immigration et des banlieues.

### Projet de film
Il était annoncé que le groupe de rap La Rumeur préparait un film documentaire sur l'affaire Adama Traoré, dont la sortie était prévue en 2021.

### Écho international
La mort d'Adama Traoré et les manifestations consécutives font l'objet d'une reprise internationale dès 2016 et 2017 comme dans le Washington Post, le Daily Mail, The Guardian, le Bangkok Post, Al Jazeera, le New York Times, la Neues Deutschland, Le Soir, la Tribune de Genève.
Une médiatisation importante est également relevée en 2020 au moment des rassemblements organisés du comité Adama de manière concomitante avec le meurtre de George Floyd.
Dans son numéro du 11 décembre 2020 consacré aux personnalités qui ont marqué l'année, le magazine Time désigne Assa Traoré comme « Guardian of the Year », aux côtés d'associations anti-racistes.